# Veronica ciliata
Veronica ciliata är en grobladsväxtart. Veronica ciliata ingår i släktet veronikor, och familjen grobladsväxter.

## Underarter
Arten delas in i följande underarter:
- V. c. cephaloides
- V. c. ciliata
- V. c. zhongdianensis